# Droga Marianny

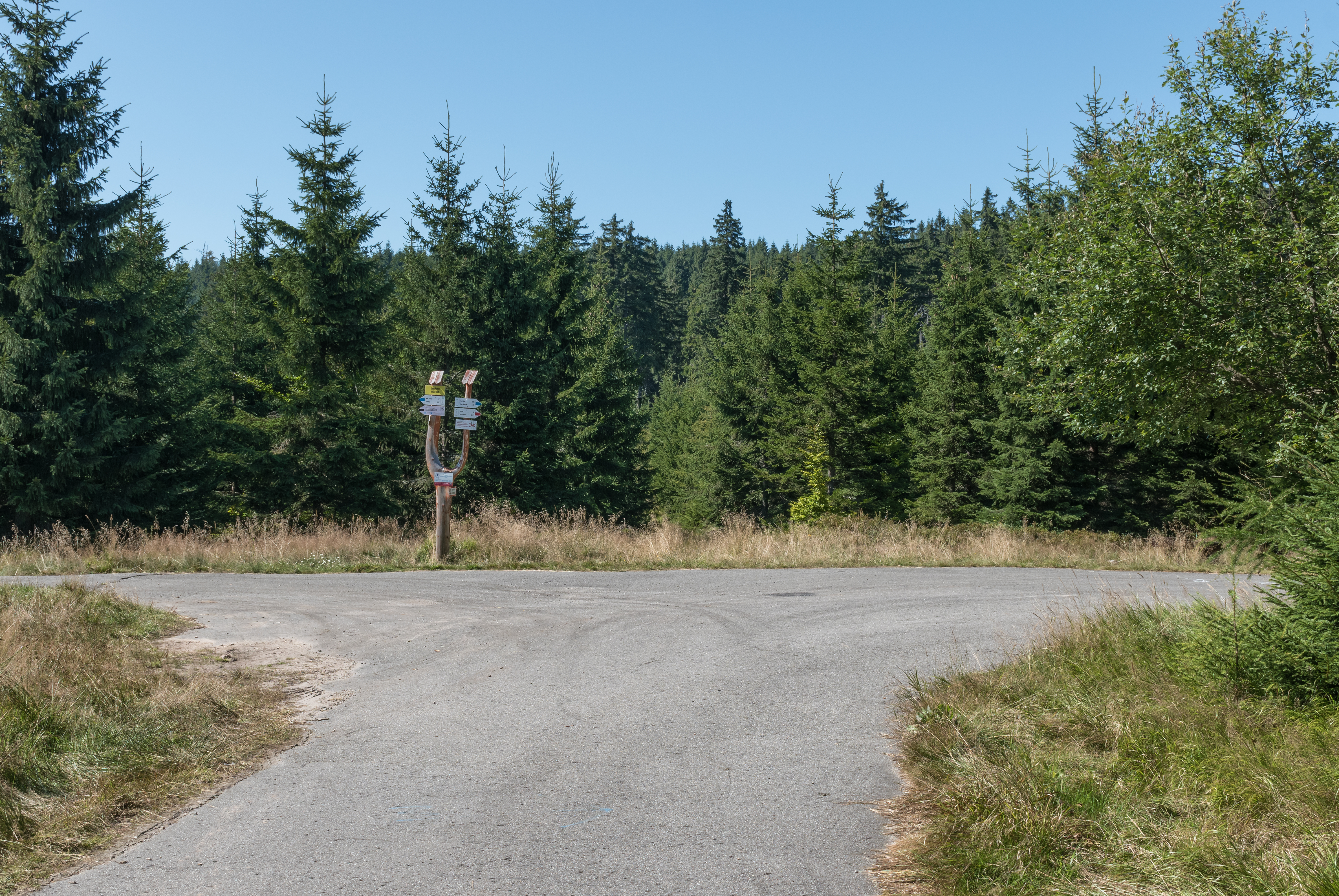
Droga Marianny na Przełęczy Suchej

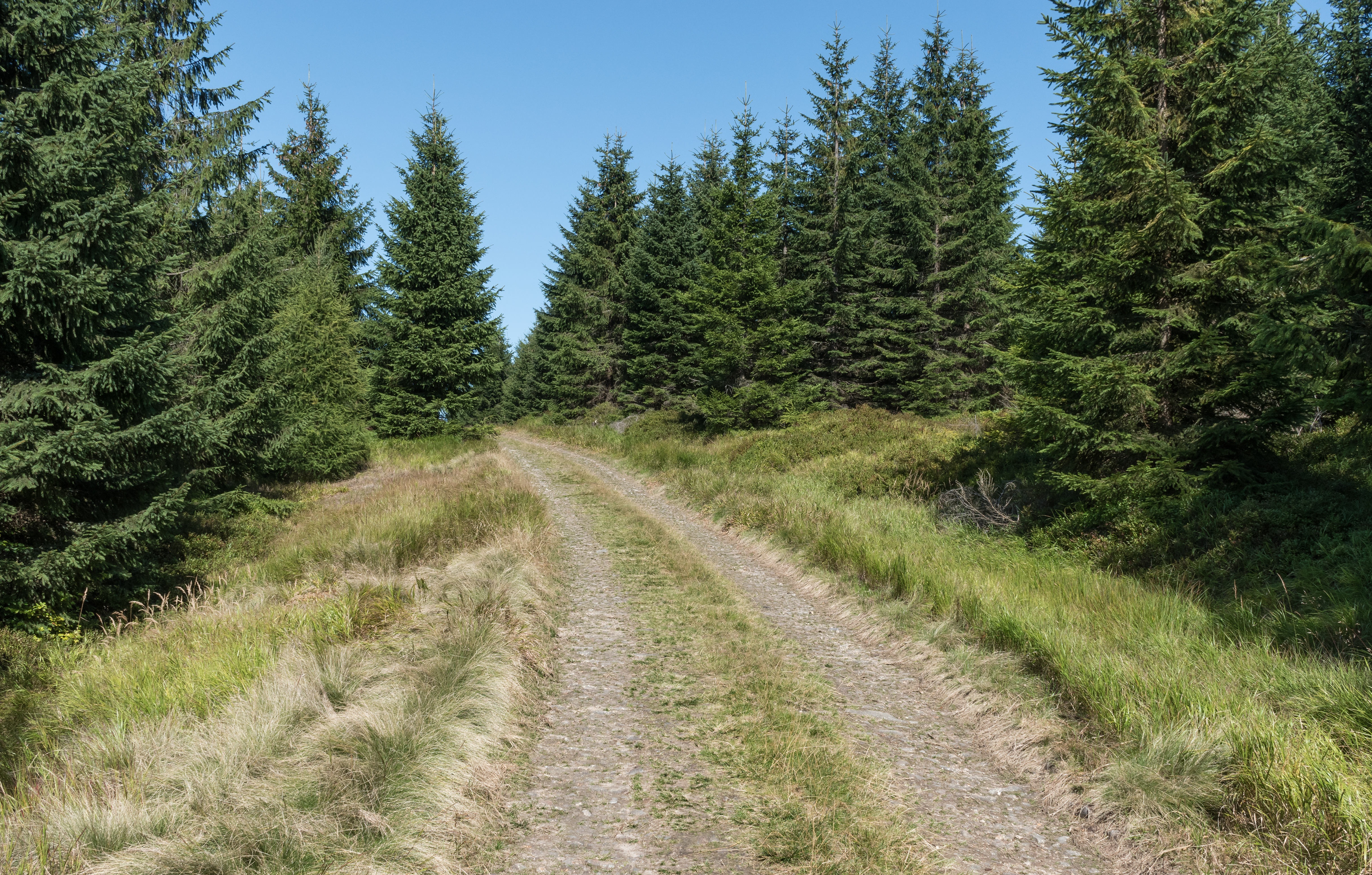
Zachodnia część drogi

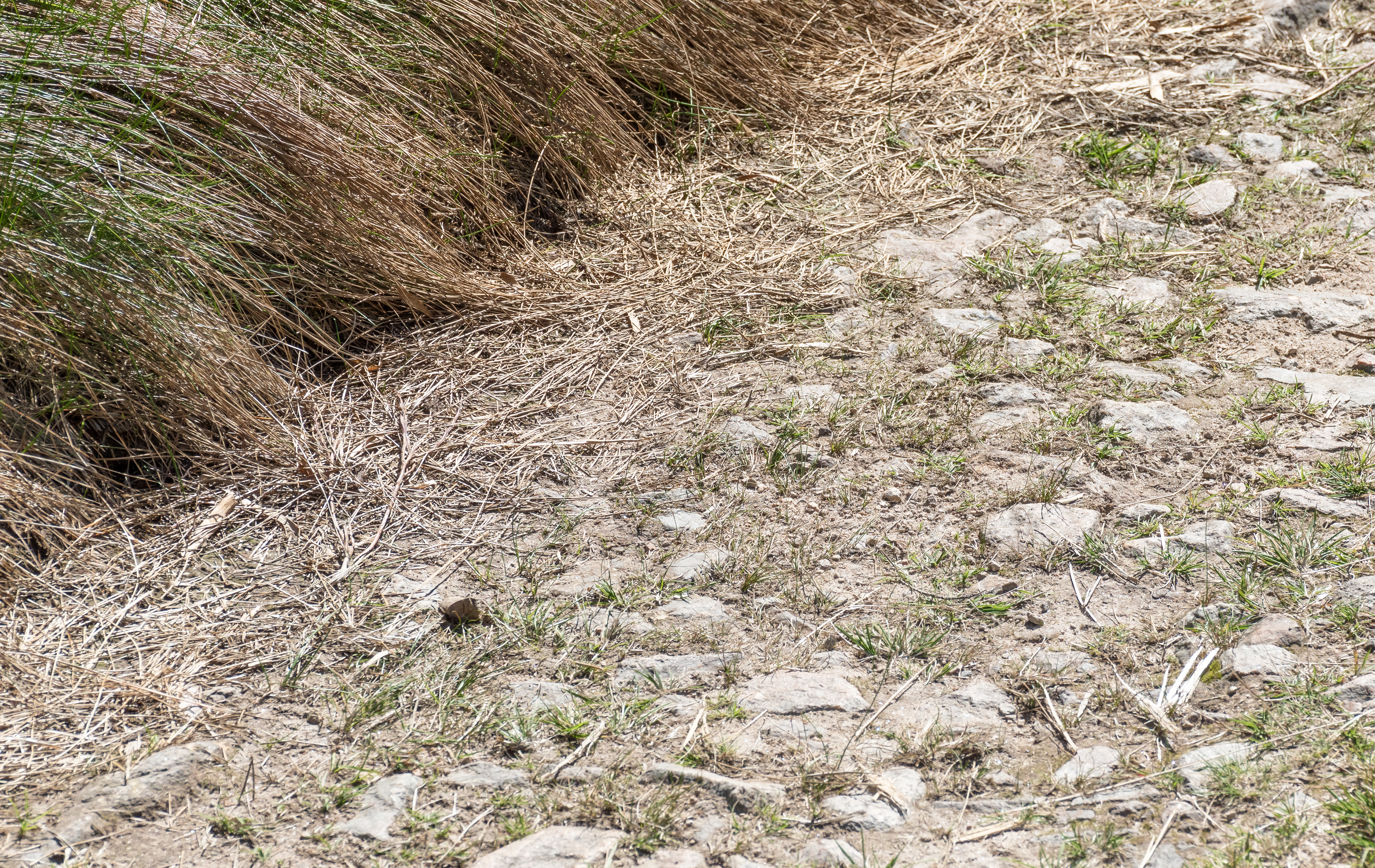
Nawierzchnia drogi z kamieni polnych

Droga Marianny (niem. Mariannenstrasse), główna droga leśna przecinająca Góry Bialskie o długości ok. 7 km, łącząca Nową Morawę z Nową Bielą. 

## Przebieg i opis
Przebiega od Drogi Morawskiej powyżej wsi Nowa Morawa na wysokości 693 m n.p.m., przy ujściu Gołogórskiego Potoku do Morawki, w kierunku płn.-wsch. w górę doliny potoku, oddzielającej Suchą Kopę od Jawornickiej Kopy, do najwyższego punktu na Przełęczy Suchej na wysokości 1002 m n.p.m.
Na Przełęczy Suchej od Drogi Marianny odchodzi w kierunku wschodnim Dukt Nad Spławami. Następnie po około 400 m Droga Marianny skręca na wschód i poprzez Starojawornicki Dół opada serpentynami stromo w dół w kierunku wschodnim doliną Bielawki, oddzielającą zbocza Białej Kopy (1033 m n.p.m.) od Czernicy, aż do ujścia tego potoku do Białej Lądeckiej na wysokości ok. 750 m n.p.m. Wschodni odcinek Drogi Marianny nosi obecnie nazwę Czarnobielskiego Duktu. Przy ujściu Złotego Potoku do Bielawki od Czarnobielskiego Duktu odchodzi krótki Czarny Dukt, łączący się z Duktem Nad Spławami.
W dolnej części Czarnobielskiego Duktu, poniżej małej śródleśnej łąki zwanej Rudą Łączką, na wysokości ok. 780 m n.p.m. znajduje się amfibolitowa skałka Szarogłaz.
Na całej długości Droga Marianny prowadzi przez lasy świerkowe, oprócz fragmentu na Przełęczy Suchej, skąd otwiera się widok na północną część Gór Bialskich z Czernicą i na Góry Złote.
Na 400-metrowym odcinku od Przełęczy Suchej do początku Czarnobielskiego Duktu droga pokryta jest nawierzchnią asfaltową.

## Historia
Droga została zbudowana w I połowie XIX wieku przez królewnę Mariannę Orańską, nazwana jej imieniem, służyła jako jedna z głównych dróg w dobrach klucza strońskiego należącego do królewny. Była jedną z pierwszych dróg leśnych w okolicy i służyła głównie do wywózki drewna pozyskiwanego na terenie Gór Bialskich. Obecnie ma jedynie znaczenie turystyczne.

## Szlaki turystyczne
Drogą Marianny prowadzą następujące szlaki turystyczne:
- – szlak turystyczny niebieski, międzynarodowy szlak turystyczny Atlantyk – Morze Czarne E3 z Nowej Morawy do Starego Gierałtowa, prowadzący zachodnią częścią Drogi Marianny[3],
- – szlak turystyczny czerwony z Przełęczy Suchej do Nowego Gierałtowa przez Czernicę,
- – szlak rowerowy niebieski ze Schroniska PTTK "Na Śnieżniku" do Przełęczy Gierałtowskiej, prowadzący zachodnią częścią Drogi Marianny,
- – czerwony szlak rowerowy z przełęczy Dział do Bielic, przechodzący górną i dolną częścią Czarnobielskiego Duktu.